# Faleaseela
Faleaseela (Faleseʻela) ist eine Siedlung im politischen Bezirk (itūmālō) Aʻana des Inselstaats Samoa auf der Insel Upolu.

## Geographie
Der Ort liegt an der Südküste der Insel am Ende der Lefaga Bay, neben Safaʻatoa und gegenüber von Matafaʻa auf der Landzunge von Cape Mulitapuʻili. Der Faleaseela River mündet beim Ort in die Bucht. Die Main South Coast Road verbindet den Ort mit den weiter westlich gelegenen Siedlungen Matanofo und Samaʻi.